# Andrija Konc
Andrija Konc (Sombor, 10 november 1919 - Bjelovar, 1945) was een van de meest populaire Kroatische zangers van de vroege jaren 1940. Hij speelde vooral schlagerliedjes.
Konc werd geschoold in Bjelovar en in Zagreb, waar hij lid was van het koor van het Kroatisch Nationaal Theater in Zagreb, maar besloot om een carrière als performer te beginnen. Hij trad regelmatig op Radio Zagreb op (later bekend als Hrvatski Krugoval). Ljubo Kuntarić componeerde in 1943 voor Konc het lied "Ti i ne slutiš", dat een hit werd.
Van 1939 tot 1945 was Konc een sterzanger voor Radio Zagreb en nam ongeveer 60 platen op voor het station, voor labels als Edison Bell Penkala (Zagreb), Patria (Boedapest) en Elektron (Zagreb). Laatste openbare uitvoering had Konc op 23 april 1945.
In 1945 werd hij door de Joegoslavische partizanen naar Zagrebs Kanal-kamp gebracht. Nadat hij was vrijgelaten uit het kamp, ging Konc naar Bjelovar, waar hij verdween en vermoedelijk werd gedood door OZNA onder het commando van Josip Manolić.
De meeste opnamen van Konc werden vernietigd in het communistische Joegoslavië. Sinds de democratische hervormingen in Kroatië is Koncs erfenis nieuw leven ingeblazen.
- International Standard Name Identifier: 0000 0004 2088 1650
- Nationale en Universitaire bibliotheek Zagreb: 000057632
- Virtual International Authority File: 305499203